# Neoplan Jumbocruiser
Neoplan N138 / 4 Jumbocruiser; также The Jumbocruiser (иногда называемый просто jumbo) — двухэтажный 103-местный туристический лайнер производства фирмы Neoplan.
Автобус Jumboruiser был спроектирован в 1973 году на базе Neoplan Skyliner версии 1971 года. Последовавший выпуск сочлененного лайнера продолжался почти 20 лет, за это время автобус был унифицирован с Skyliner. Автобусы Neoplan Jumbocruiser перестали выпускать в 1993 году, последняя модель была переделана полностью и была подобна Skyliner версии 2000 г. Эти автобусы до сих пор можно встретить на дорогах Европы.

## Описание модели
Neoplan Jumbocruiser является автобусом «особо большого класса» и в длину достигает 18 метров, в высоту — ровно 4 метра.
Дизайн кузова автобуса меняется в зависимости от года его постройки — за базу был взят автобус Neoplan Cityliner выпуска различных модификаций от 1971 до 2000 года. Новейшая же модель выпуска 1993 года имеет более округлые формы и вторичное покрытие кузова металлопластиком. Кузов автобуса вагонной компоновки. Передок автобуса изогнутый и «спускается» сверху донизу. Светотехника первично была представлена одинарными фарами, более поздние модели имеют по 3 с каждой стороны и еще по 1 противотуманной. Бампер автобуса сварной, четко очерченный. Эмблема Neoplan прикреплена под левыми фарами. Поскольку автобус двухэтажный, лобовое стекло не является сплошным, а разделено надвое. Нижнее и верхнее ветровое стекло панорамные. Стеклоочистители нижнего лобового стекла расположены параллельно друг другу, эта деталь не изменилась, сверху расположен один большой стеклоочиститель. Боковые зеркала наружного вида большого размера в форме «уши зайца».
У автобуса имеются 4 оси (колёсная формула 8 × 2 ), у тягача может быть 3 оси и у прицепа 1 ось, или у тягача и прицепа по две; колёса дисковые. Соединительная секция (гармошка) сделана из стали и дает возможность передвигаться через неё по верхнему этажу автобуса.
Двигатель расположен за задней панелью. Двигатель автобуса имеет мощность 326 киловатт, используется или Daimler Benz или Mercedes-Benz OM404; цилиндров всего 12 штук. Автобус имеет 4 двери, открывающиеся дистанционно из кабины водителя параллельно кузова: одна дверь слева и три справа.
Салон автобуса вмещает 102 пассажира, на нижнем этаже помещается меньше пассажиров, чем на верхнем. Недостатком второго этажа является очень малая высота потолков — всего лишь 1 метр 67 сантиметров. Сиденья автобуса комфортабельные, раздельного типа, хорошо регулируются спинки кресел. Кондиционирование осуществляется с помощью 2 климат-контрольных установок. Соединительная гармошка не препятствует движению пассажиров, однако под узлом сочленения на нижнем этаже уже нет кресел. Подсветка в салоне реализуется с помощью ламп, расположенных по всей длине салона. В автобус может устанавливаться туалет, холодильник, кофеварка и много других устройств.
Также в кузове есть несколько полостей, которые могут использоваться в различных целях, например в них может содержаться оборудование для мойки автобуса или вода для охлаждения двигателя. У автобуса имеются большие багажные отсеки, объем которых составляет 16 м ³.
Место водителя и комфорт при управлении у младших моделей приближен к современному: приборная панель пластмассовая, руль ZF с гидроусилителем, кресло комфортабельное и регулируется в высоту и глубину; коробка передач 6-ступенчатая, рычаг малого размера и располагается прямо у кресла водителя. Такая же приборная панель применялась и на автобусе Neoplan Spaceliner, двухэтажной 12-метровой модели. По классу комфорта перевозки автобус определен как трехзвездочный.